# 黄铺镇
黄铺镇，是中华人民共和国安徽省安庆市潜山市下辖的一个乡镇级行政单位。

## 行政区划
黄铺镇下辖以下地区：
黄铺村、望虎村、古墩村、古井村、槐树村、陈桥村、金龙村、桃铺村、云峰村、张河村、莲花村、鲍岭村、湖墩村和和平村。